# Centrale solaire photovoltaïque de Toucan
La centrale solaire photovoltaïque de Toucan  est une centrale solaire photovoltaïque située à Montsinéry-Tonnegrande en Guyane.
Développée par EDF Énergies Nouvelles, elle a une puissance de 5 MWc avec 55 000 panneaux solaires.